# Failure to Launch
Failure to Launch is een Amerikaanse speelfilm uit 2006 onder regie van Tom Dey. Het is een losse verfilming van de Franse film Tanguy (2001).

## Verhaal
De film gaat over een 35-jarige man, Tripp, die nog steeds bij zijn ouders woont. Zijn ouders krijgen er echter genoeg van, maar niets kan hem ervan overtuigen om alleen te gaan wonen, zonder zijn ouders. Als laatste redmiddel besluiten zijn ouders de aantrekkelijke en succesvolle Paula in te huren, die hun verzekert dat ze hun zoon Tripp binnen korte tijd zelfstandig zal maken.

## Rolverdeling
- Matthew McConaughey - Tripp
- Sarah Jessica Parker - Paula
- Zooey Deschanel - Kit
- Justin Bartha - Ace
- Bradley Cooper - Demo
- Terry Bradshaw - Al
- Kathy Bates - Sue
- Tyrell Jackson Williams - Jeffrey
- Katheryn Winnick - Melissa
- Rob Corddry - Jim The Gun Salesman
- Patton Oswalt - Techie Guy
- Stephen Tobolowsky - Bud
- Kate McGregor-Stewart - Bey
- Adam Alexi-Malle - Mr. Axelrod